# Cylindropuntia ramosissima
Cylindropuntia ramosissima, conocida comúnmente como choya diamante, es una especie de planta suculenta perteneciente al género Cylindropuntia, dentro de la familia Cactaceae. Se distribuye desde el suroeste de Estados Unidos (concretamente en los estados de Arizona, California y Nevada) hasta el noroeste de México (concretamente en los estados mexicanos de Baja California y Sonora).

## Descripción
Cylindropuntia ramosissima es una especie de cactus que crece como un arbusto o pequeño árbol, tiene ramas entrelazdas y alcanza alturas de 0,5 a 2 m. Los tallos son erectos, articulados y están formados por segmentos firmemente adheridos. Cada uno de ellos mide de 2 a 10 cm de largo y de 0,4 a 1 cm de diámetro. Son de forma cilíndrica, tienen la epidermis de color verde grisáceo y presentan tubérculos convexos y de forma romboidal.

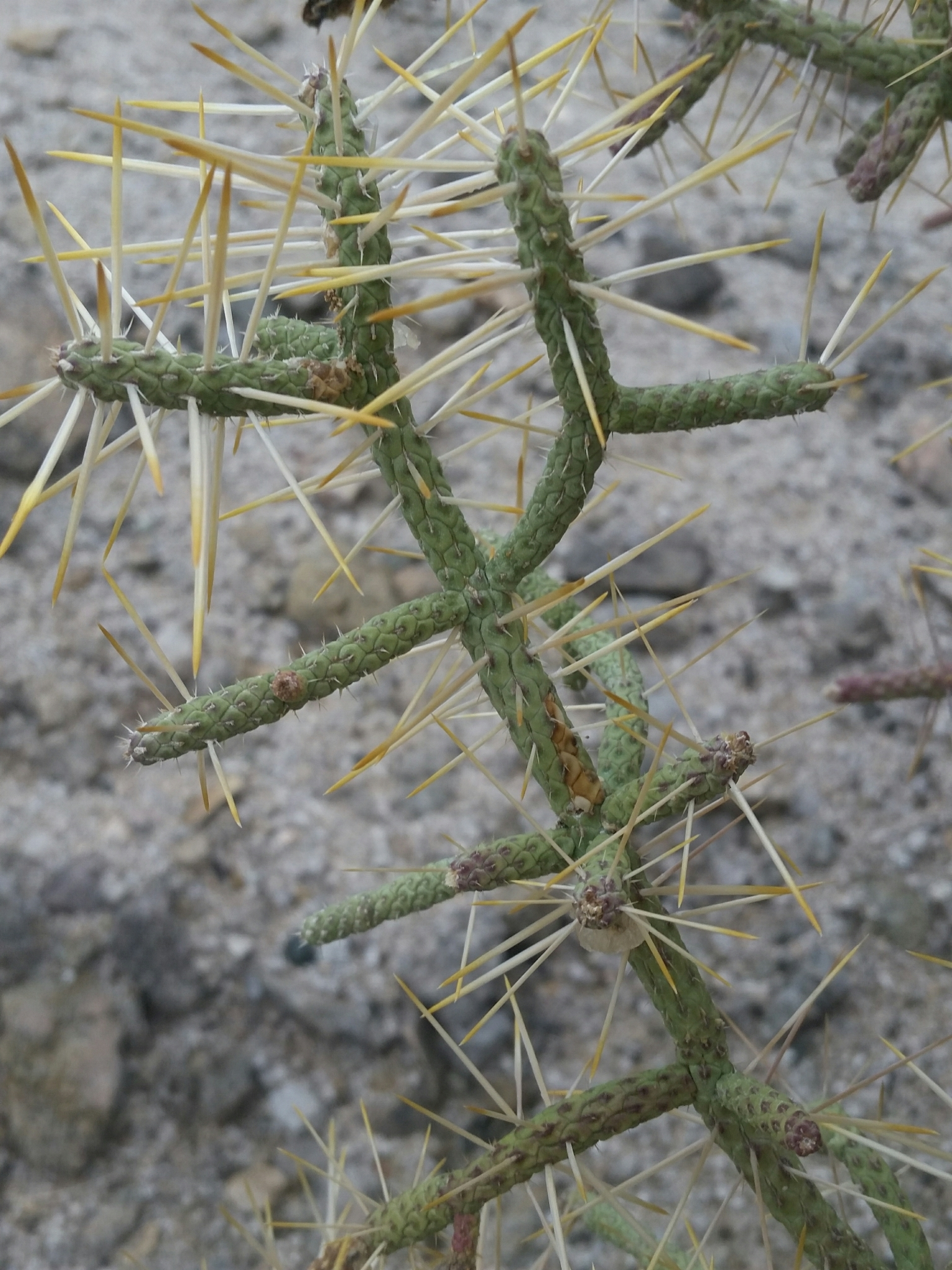
Detalle del tallo y las espinas

Sobre los tallos se asientan areolas lanudas casi circulares, son de color canela a blanco, sobresalen en el extremo superior y quedan comprimidas entre los tubérculos vecinos. Poseen gloquidios de color amarillo a marrón y miden hasta 2 mm de largo. 
Tienen de 1 a 5 espinas presentes principalmente en las areolas cercanas a las puntas de los brotes (aunque en ocasiones pueden faltar por completo) y están cubiertas por una vaina epidérmica que parece de papel. Su color varía entre el bronceado y el marrón rojizo hasta el morado oscuro, volviéndose grises con la edad. De las 2 espinas principales, la más larga está extendida y mide de 2,5 a 6 cm de largo. En el caso de las espinas principales inferiores, en su mayoría están dobladas hacia atrás y miden hasta 1 cm de longitud.

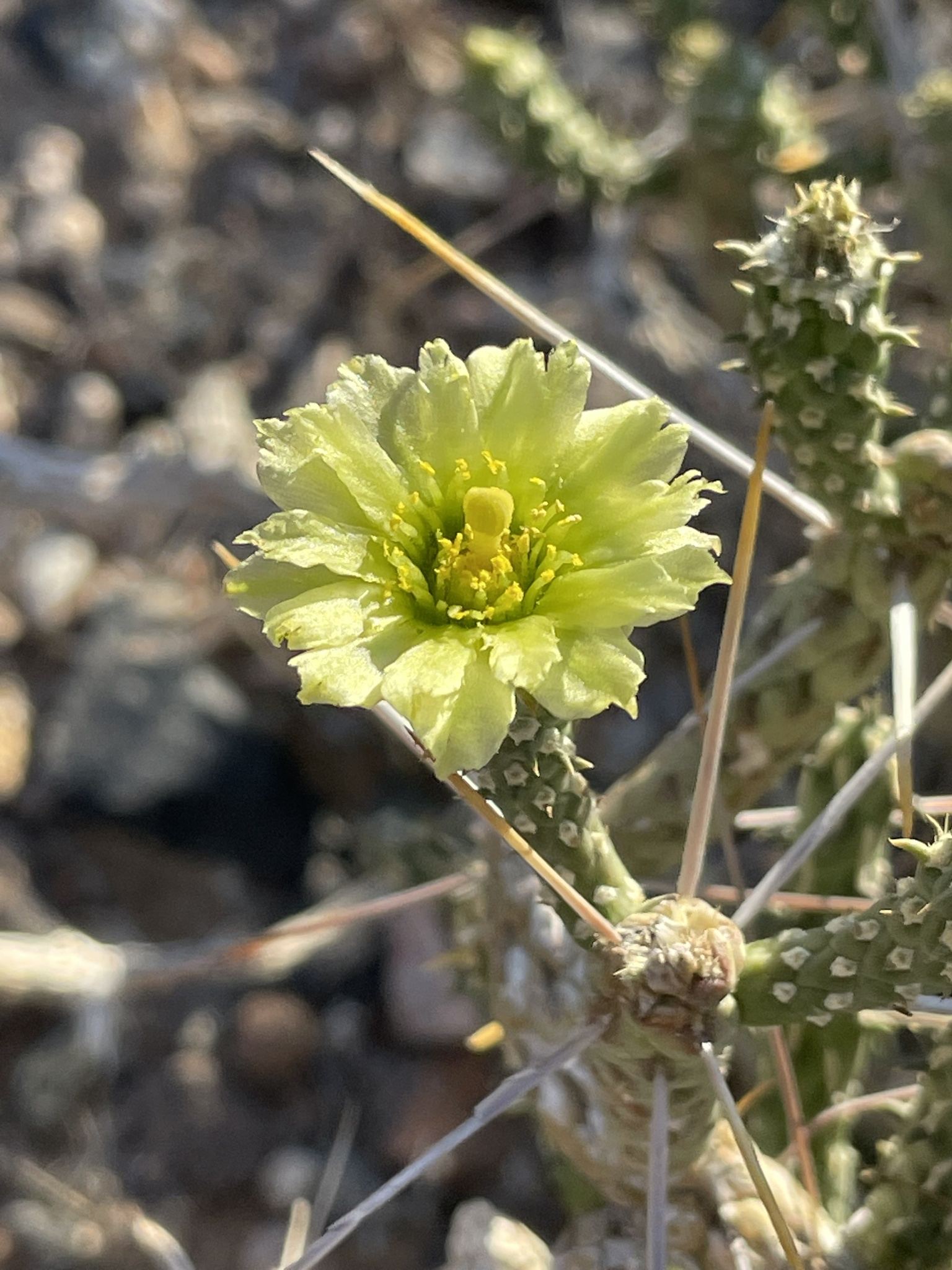
Detalle de la flor

Las flores son de color rojo bronce con un ligero tono rosado, se abren durante el día (diurnas) y son polinizadas por abejas. Los frutos son elipsoidales, se secan y adquieren forma de rebabas. Son de color canela, miden de 1,5 a 3,5 cm de largo y tienen un diámetro de 1 a 1,5 cm.

## Distribución y hábitat
El área de distribución nativa de esta especie abarca desde el suroeste de Estados Unidos (concretamente en los estados de Arizona, California y Nevada) hasta el noroeste de México (concretamente en los estados mexicanos de Baja California y Sonora). 

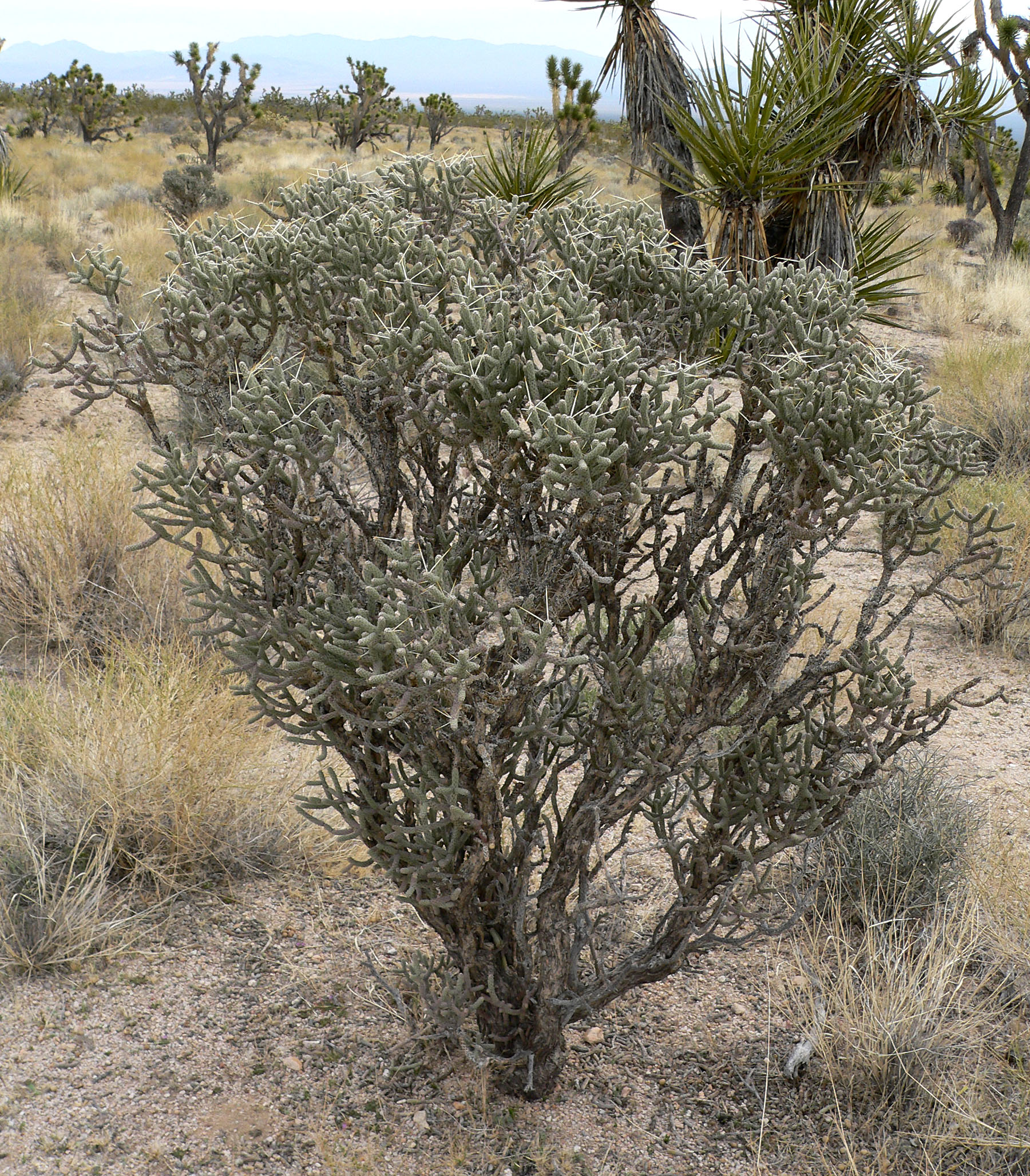
En su hábitat

Crece principalmente en biomas desérticos o de matorrales secos, a elevaciones de 50 a 1100 metros sobre el nivel del mar. Se desarrolla cobre suelos arenosos, pavimentos desérticos y sustratos volcánicos pedregosos.

## Taxonomía
La primera descripción de esta especie fue como Opuntia ramosissima, publicada en 1852 por el botánico alemán George Engelmann en la revista ilustrada American Journal of Science, and Arts, ser. 2, 14: 339.
Posteriormente, el botánico danés Frederik Marcus Knuth colocó la especie en el género Cylindropuntia, pasando a llamarse Cylindropuntia ramosissima y anotando estos cambios en el libro Kaktus-ABC: 122 en el año 1936.
Etimología
- Cylindropuntia: nombre genérico formado por dos palabras: el sustantivo griego kýlindros (que significa 'cilindro') y el género Opuntia, (con el que el género tiene similitudes), haciendo referencia a la forma cilíndrica de los tallos de las plantas.
- ramosissima: epíteto específico latino que deriva del superlativo ramosus (que significa 'ramificado'), haciendo referencia a que es una especie muy ramificada.[6]

## Estado de conservación
En la Lista Roja de Especies Amenazadas de la UICN, la especie está clasificada como de “Preocupación Menor (LC)” y no se conocen amenazas importantes para la conservación de esta especie.

## Usos

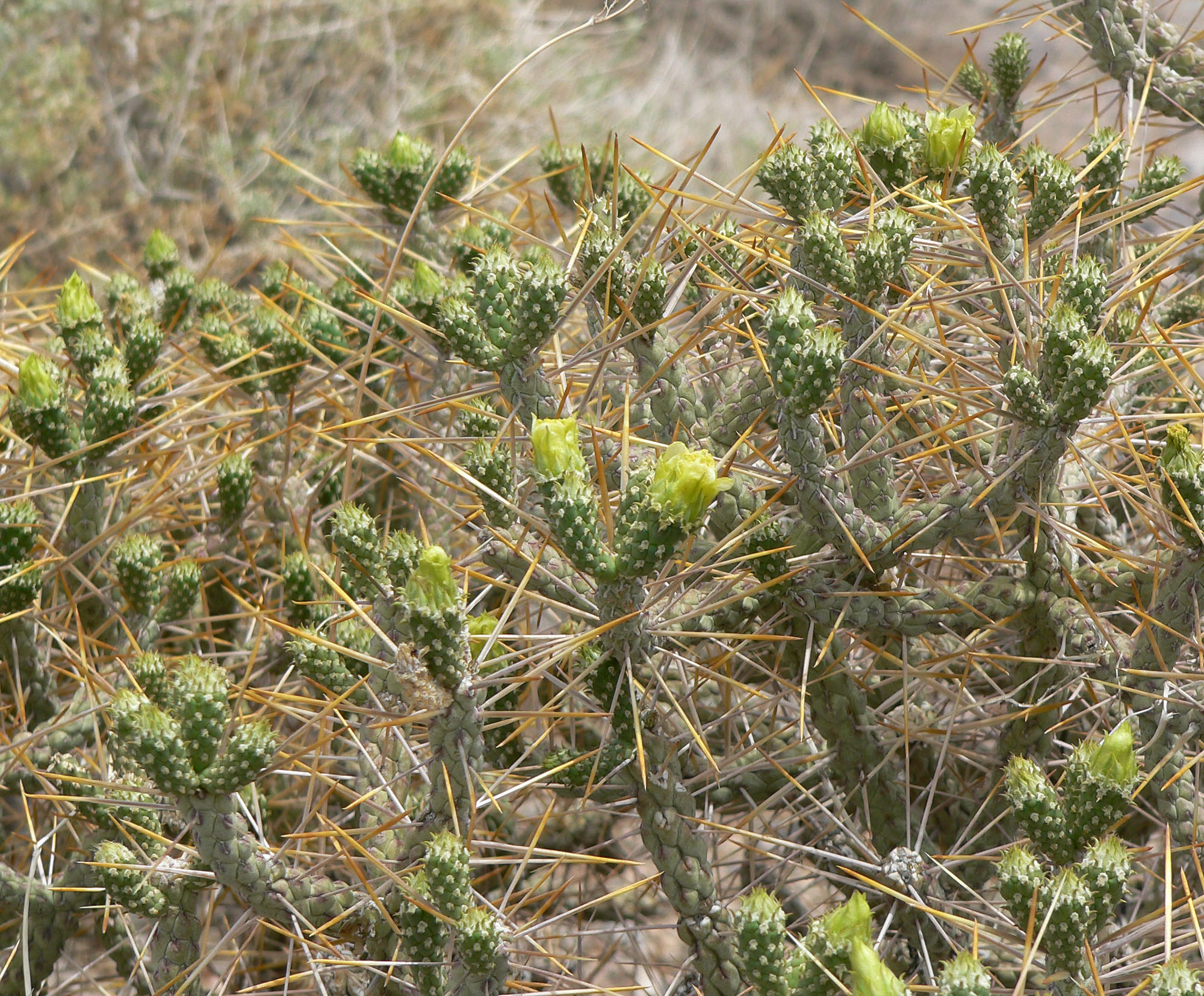
Frutos en formación

Se cultiva raramente como planta ornamental y su propagación se realiza principalmente a través de esquejes. Además, la población local la utiliza tradicionalmente como fuente de alimento.